# (2-Bromoéthyl)benzène
Le 2-bromoéthylbenzène est un composé organobromé, un bromure organique qui peut être produit par l'action du brome et du phosphore rouge sur le 2-phényléthanol.
Il est modérément toxique par ingestion. Il forme avec l'hydrazine de la phénelzine (en), un IMAO.

## Physique
La pression de vapeur saturante du 2-bromoéthylbenzène peut être calculée par l'équation d'Antoine : 
{\displaystyle \log _{10}P_{\mathrm {s} }=A-{\frac {B}{T+C}}}
où :
- Ps est la pression de vapeur saturante, exprimée en bars ;
- T est la température ;
- dans la plage de température 400,60 à 490,33 K, A = 5,06927, B = 2 359,07 K et C = −22,96 K[2].